# Тарњод (Долина Аосте)
Тарњод је насеље у Италији у округу Долина Аосте, региону Долина Аосте.
Према процени из 2011. у насељу је живело 79 становника. Насеље се налази на надморској висини од 715 м.